# Pastoralsvit
Pastoralsvit för orkester, op. 19, är en orkestersvit av tonsättaren Lars-Erik Larsson komponerad 1938.
Larsson anställdes i slutet av 1930-talet av Radiotjänst (nuvarande Sveriges Radio), som dirigent för Radioorkestern (nuvarande Sveriges Radios symfoniorkester), för att komponera ny musik och som producent för radions musikprogram. I den senare befattningen kom han att samarbeta med bland andra Hjalmar Gullberg. Man producerade bland annat ”lyriska sviter”, en programform som innebar att musik och poesi varvades. Till sådana program tillkom till exempel Intima miniatyrer och Förklädd gud.
Ur ett annat program, Dagens stunder, valde Larsson ut tre satser, som kom att bli Pastoralsvit, ett av de mest spelade svenska orkesterverk som någonsin skrivits. Den första satsen, Uvertyr , skrevs för att i radioprogrammet illustrera Verner von Heidenstams dikt ”En dag”. Mellansatsen, Romans, illustrerade Oscar Levertins ”Siesta” och den sista satsen Scherzo Kerstin Heds ”De två tonerna.
Öppningssatsen i adagio visar på influenser från Jean Sibelius symfoni nr 6. Stråkarna inleder med sordinerade strängar i C-dur och med träblåset byggs sedan satsen upp till ett allegro. Den välbekanta romansen för enbart stråkar är ett adagio i Ess-dur som i mitten gör en dramatisk utflykt till E-dur för att åter leda tillbaka till Ess-dur. Den sista satsen är ett snabbt och elegant scherzo i C-dur, med en triodel i G-dur.